# Свиной
Свино́й, или Сикасаари (фин. Sikasaari — «свиной остров») — небольшой скалистый остров в Ладожском озере. Относится к группе Западных Ладожских шхер. Принадлежит Лахденпохскому району Карелии, Россия.
Вытянут с северо-запада на юго-восток. Длина 1,3 км, ширина 0,5 км.
Расположен в 3 км на восток от острова Хепасалонсари, является крайним северо-восточным островом группы Западных Ладожских шхер. Почти весь покрыт лесами.